# Вьюнки (Пензенская область)
Вьюнки — село в Наровчатском районе Пензенской области России. Административный центр Вьюнского сельсовета. Основано в 1675 солдатами выборного полка генерала Шепелева Агея Аракиным Трофимом и Горячевым Иваном, выселившихся из Наровчатского городища. Земля для поселения была отведена из примерного оброчного поля Балабина Поляна и примерного поля Наровчатских служилых людей. Название Вьюнки получило от одноименного, пролегающего около села, оврага с ручьем.

## География
Село находится в северо-западной части Пензенской области, в пределах западного склона Приволжской возвышенности, в лесостепной зоне, на левом берегу реки Шелдаис, на расстоянии примерно 9 километров (по прямой) к югу от села Наровчат, административного центра района. Абсолютная высота — 160 метров над уровнем моря.

### Климат
Климат характеризуется как умеренно континентальный, с холодной продолжительной зимой и тёплым летом. Среднегодовая температура воздуха — 3,6 — 3,8 °C. Средняя температура воздуха самого тёплого месяца (июля) — 20 °C; самого холодного (января) — −13 °C. Безморозный период длится 128 дней. Продолжительность вегетационного периода — в среднем 176 дней. Среднегодовое количество атмосферных осадков составляет 538 мм, из которых большая часть выпадает в тёплый период. Снежный покров устанавливается в конце ноября и держится в течение 136 дней.

### Часовой пояс
Село Вьюнки, как и вся Пензенская область, находится в часовой зоне МСК (московское время). Смещение применяемого времени относительно UTC составляет +3:00.

## Население
| 1710 | 1795 | 1864 | 1897  | 1911  | 1926  | 1930  |
| ---- | ---- | ---- | ----- | ----- | ----- | ----- |
| 299  | ↗704 | ↗955 | ↗1334 | ↗1808 | ↘1651 | ↗1729 |
| 1937 | 1959 | 1979 | 1989  | 1996  | 2002  | 2010  |
| ↘813 | ↘400 | ↘317 | ↘269  | ↘249  | ↘238  | ↘213  |

### Национальный состав
Согласно результатам переписи 2002 года, в национальной структуре населения русские составляли 98 % из 238 чел.